# Castel di Sangro Calcio 1998-1999
Questa voce raccoglie le informazioni riguardanti il Castel di Sangro Calcio nelle competizioni ufficiali della stagione 1998-1999.

## Stagione
Nella stagione 1998-1999 il Castel di Sangro disputa il girone B del campionato di Serie C1, raccoglie 49 punti che gli valgono il sesto posto nella classifica, il primo che non raggiunge i playoff. Salgono in Serie B la Fermana che vince il torneo con 58 punti, ed il Savoia che ha vinto i playoff. I giallorossi allenati da Antonio Sala hanno ottenuto 27 punti nel girone di andata, alle spalle delle prime, poi un calo nel girone discendente, con 22 punti raccolti, ha tolto al Castel di Sangro l'opportunità di giocarsi la Serie B negli spareggi. Discreto il percorso dei giallorossi nella Coppa Italia, dove nel doppio confronto del primo turno hanno eliminato il Perugia, nei sedicesimi hanno estromesso la Salernitana, poi negli Ottavi sono usciti dal torneo eliminati dall'Inter.

## Rosa
| N. |                   | Ruolo | Calciatore           |
| -- | ----------------- | ----- | -------------------- |
|    | Italia (bandiera) | A     | Cristian Baglieri    |
|    | Italia (bandiera) | D     | Roberto Bandirali    |
|    | Italia (bandiera) | A     | Alberto Bernardi     |
|    | Italia (bandiera) | D     | Giuseppe Bianchini   |
|    | Italia (bandiera) | C     | Fabrizio Boccacini   |
|    | Italia (bandiera) | C     | Davide Cangini       |
|    | Italia (bandiera) | D     | Damiano Cesari       |
|    | Italia (bandiera) | P     | Carlo Cudicini       |
|    | Italia (bandiera) | C     | Emiliano De Juliis   |
|    | Italia (bandiera) | C     | Antonio De Leonardis |
|    | Italia (bandiera) | A     | Sandro De Liguoro    |
|    | Italia (bandiera) | P     | Cristian Di Quinzio  |
|    | Italia (bandiera) | D     | Marco Faccio         |
|    | Italia (bandiera) | A     | Giacomo Galli        |

| N. |                   | Ruolo | Calciatore         |
| -- | ----------------- | ----- | ------------------ |
|    | Italia (bandiera) | D     | Luca Galuppi       |
|    | Italia (bandiera) | A     | Vincenzo Iaquinta  |
|    | Italia (bandiera) | A     | Giacomo Lorenzini  |
|    | Italia (bandiera) | D     | Eddy Mengo         |
|    | Italia (bandiera) | P     | Giordano Negretti  |
|    | Italia (bandiera) | C     | Nicola Padoìn      |
|    | Italia (bandiera) | A     | Alessandro Pagano  |
|    | Italia (bandiera) | C     | Manolo Pestrin     |
|    | Italia (bandiera) | D     | Tiziano Polenghi   |
|    | Italia (bandiera) | D     | Fabio Rimedio      |
|    | Italia (bandiera) | C     | Raffaele Pistola   |
|    | Italia (bandiera) | C     | Pasquale Sensibile |
|    | Italia (bandiera) | C     | David Stefani      |
|    | Italia (bandiera) | D     | Emanuele Tresoldi  |

## Risultati

### Serie C1

#### Girone di andata
| Arbitro: | Linfatici (Viareggio) |

|  |           |             |
|  | Marcatori | 76’ Pestrin |

| Castel di Sangro 13 settembre 1998 2ª giornata | Castel di Sangro          | 0 – 0 referto | Giulianova | Stadio Teofilo Patini\| Arbitro: \| Dondarini (Finale Emilia) \| |
| Arbitro:                                       | Dondarini (Finale Emilia) |               |            |                                                                  |

| Arbitro: | Linfatici (Viareggio) |

|                |           |                                 |
| Pensalfini 30’ | Marcatori | 48’ (rig.), 65’ (rig.) Baglieri |

| Arbitro: | Cavuoti (Vasto) |

|                           |           |             |
| Cesari 47’ Boccaccini 55’ | Marcatori | 27’ Puglisi |

| Arbitro: | Lion (Padova) |

|                        |           |              |
| Incrivaglia 79’ (rig.) | Marcatori | 25’ Iaquinta |

| Arbitro: | Ayroldi (Bari) |

|                          |           |  |
| Tresoldi 36’ Cangini 75’ | Marcatori |  |

| Arbitro: | Gabriele (Frosinone) |

|                                 |           |                    |
| Cecchini 30’ Rimedio 83’ (aut.) | Marcatori | 90+3’ (rig.) Galli |

| Arbitro: | Palmieri (Cosenza) |

|  |           |              |
|  | Marcatori | 19’ Baglieri |

| Arbitro: | Niccolai (Livorno) |

|                                      |           |                |
| Cangini 45’ Sensibile 57’ Pagano 83’ | Marcatori | 74’ Costantino |

| Arbitro: | Soffritti (Ferrara) |

|                              |           |  |
| Piccioni 83’ Trinchera 90+3’ | Marcatori |  |

| Arbitro: | Saccani (Mantova) |

|                                             |           |  |
| Baglieri 27’ (rig.) Pagano 68’ Bernardi 85’ | Marcatori |  |

| Arbitro: | Urbano (Carbonia) |

|                               |           |                           |
| Baglieri 2’ (rig.) Pagano 54’ | Marcatori | 29’ Cardascio 72’ Sgrigna |

| Arbitro: | Ayroldi (Bari) |

|                           |           |  |
| Feola 21’ Bonfiglio 90+2’ | Marcatori |  |

| Arbitro: | Silvestrini (Macerata) |

|                                 |           |                        |
| Baglieri 24’, 45+3’ Stefani 90’ | Marcatori | 39’ Marino 62’ Scoponi |

| Arbitro: | Lecci (Varese) |

|                   |           |  |
| Grieco 82’ (rig.) | Marcatori |  |

| Arbitro: | Saccani (Mantova) |

|  |           |              |
|  | Marcatori | 21’ Califano |

| Arbitro: | Cavallaro (Legnago) |

|                                      |           |  |
| Battaglia 45’ (rig.) M. Esposito 83’ | Marcatori |  |

#### Girone di ritorno
| Arbitro: | Lion (Padova) |

|            |           |            |
| Cesari 48’ | Marcatori | 65’ Caruso |

| Arbitro: | Niccolai (Livorno) |

|                 |           |            |
| Di Corcia 90+7’ | Marcatori | 65’ Pagano |

| Arbitro: | Linfatici (Viareggio) |

|                                            |           |                          |
| Lorenzini 1’, 15’ Tresoldi 25’ Galuppi 60’ | Marcatori | 75’ Aiello 84’ Calvaresi |

| Arbitro: | Cavallaro (Legnago) |

|             |           |             |
| Costanzo 7’ | Marcatori | 29’ Galuppi |

| Arbitro: | Gabriele (Frosinone) |

|                                |           |                                  |
| Baglieri 58’ (rig.) Pagano 81’ | Marcatori | 20’ Triuzzi 73’ Erbini 85’ Tondo |

| Foggia 21 febbraio 1999 23ª giornata | Foggia             | 0 – 0 referto | Castel di Sangro | Stadio Pino Zaccheria (1 800 spett.)\| Arbitro: \| Griselli (Livorno) \| |
| Arbitro:                             | Griselli (Livorno) |               |                  |                                                                          |

| Arbitro: | Cavuoti (Vasto) |

|                     |           |                  |
| Baglieri 59’ (rig.) | Marcatori | 75’ La Grottería |

| Arbitro: | Belloli (Bergamo) |

|                           |           |                                       |
| Baglieri 69’ Iaquinta 82’ | Marcatori | 20’ Pannitteri 45’ Di Simone 77’ Elia |

| Arbitro: | Girardi (San Donà di Piave) |

|  |           |               |
|  | Marcatori | 80’ Lorenzini |

| Castel di Sangro 28 marzo 1999 27ª giornata | Castel di Sangro | 0 – 0 referto | Avellino | Stadio Teofilo Patini (1 386 spett.)\| Arbitro: \| Borelli (Roma) \| |
| Arbitro:                                    | Borelli (Roma)   |               |          |                                                                      |

| Arbitro: | Niccolai (Livorno) |

|           |           |  |
| Fonte 73’ | Marcatori |  |

| Roma 11 aprile 1999 29ª giornata | Lodigiani       | 0 – 0 referto | Castel di Sangro | Stadio Tre Fontane (1 500 spett.)\| Arbitro: \| Maselli (Lucca) \| |
| Arbitro:                         | Maselli (Lucca) |               |                  |                                                                    |

| Arbitro: | Semeraro (Taranto) |

|                         |           |               |
| Tresoldi 18’ Pagano 76’ | Marcatori | 28’ Di Nicola |

| Arbitro: | Rossi (San Marino) |

|                        |           |             |
| Marino 17’ Benfari 19’ | Marcatori | 64’ Cangini |

| Arbitro: | Lion (Padova) |

|                                          |           |  |
| Iaquinta 18’ Lorenzini 31’ (rig.), 90+2’ | Marcatori |  |

| Arbitro: | Ciulli (Roma) |

|                         |           |               |
| Califano 56’ Alessi 85’ | Marcatori | 60’ Lorenzini |

| Arbitro: | Linfatici (Viareggio) |

|               |           |  |
| Lorenzini 36’ | Marcatori |  |

### Coppa Italia
| Arbitro: | Boggi (Salerno) |

|             |           |  |
| Bernardi 9’ | Marcatori |  |

| Arbitro: | Trentalange (Torino) |

|                       |           |              |
| Bernardini 77’ (rig.) | Marcatori | 90’ Tresoldi |

| Castel di Sangro 9 settembre 1998 Sedicesimi - andata | Castel di Sangro   | 0 – 0 referto | Salernitana | Stadio Teofilo Patini (4 000 spett.)\| Arbitro: \| Tombolini (Ancona) \| |
| Arbitro:                                              | Tombolini (Ancona) |               |             |                                                                          |

| Arbitro: | Dagnello (Trieste) |

|  |           |                           |
|  | Marcatori | 10’ Pagano 85’ Boccaccini |

| Arbitro: | Tombolini (Ancona) |

|             |           |  |
| Ventola 26’ | Marcatori |  |

| Arbitro: | Tombolini (Ancona) |

|              |           |                      |
| Bernardi 76’ | Marcatori | 84’ (rig.) Djorkaeff |